# همسایه من توتورو
همسایه من توتورو (به ژاپنی: となりのトトロ، Tonari no Totoro) نام یک فیلم انیمه در سبک خیال‌پردازی تولید ۱۹۸۸ ژاپن است. این فیلم از محصولات استودیو جیبلی (و منشا لوگوی کنونی آن) و از آثار فیلمساز بزرگ انیمه هایائو میازاکی می‌باشد و جایزه‌های بسیاری را از جشنواره‌های گوناگون ربود.
از صداپیشگان نسخهٔ انگلیسی این فیلم می‌توان داکوتا فانینگ و خواهرش ال فانینگ را نام برد.
تمرکز فیلم بر دو خواهر خردسال و تعاملات آن‌ها با ارواح جنگلی مهربان در ژاپن روستایی پس از جنگ است.
داستان در مورد دو دختر بچه است که به همراه پدرشان به دهکده ای نقل مکان میکنند تا به مادر بیمارشان نزدیک‌تر باشند. آن ها در جنگل های اطراف دهکده موجود سحر آمیزی به‌نام توتورو پیدا میکنند و خیلی زود با آن‌ها دوست میشوند و...
می کودکی خردسال است که به همراه پدر و خواهر بزرگش ساتسکه برای تعطیلات تابستانی به خانه‌ای دور از شهر می‌روند. طولی نمی‌کشد که او و خواهرش متوجه وجود ارواح جنگل می‌شوند، که توسط دیگران قابل رویت نیستند. آن‌ها با یکی از این ارواح بنام توتورو دوست می‌شوند و پیوندی عاطفی برقرار می‌کنند. توتورو هم در انتهای فیلم کمک می‌کند که می، که به‌دنبال مادرش تنهایی راهی بیمارستان شده را پیدا کنند...
فیلم به مضامینی چون جان‌باوری، نمادشناسی شینتو، محیط‌زیست‌گرایی و شادی‌های زندگی روستایی می‌پردازد. «همسایه‌ام توتورو» مورد تحسین جهانی منتقدان قرار گرفت و بیش از ۴۱ میلیون دلار آمریکا دلار در گیشهٔ جهانی فروش کرد؛ همچنین درآمد بسیار بیشتری از فروش ویدئو خانگی و محصولات جانبی به‌دست آورد.
این فیلم جوایز متعددی از جمله جایزهٔ بزرگ انیمج، جایزه فیلم ماینیچی، و جایزه کینما جونپو برای بهترین فیلم در سال ۱۹۸۸ را دریافت کرد. همچنین جایزه ویژه جوایز روبان آبی را در همان سال از آن خود کرد. «همسایه‌ام توتورو» یکی از برترین فیلم‌های پویانمایی تاریخ محسوب می‌شود؛ در فهرست «۱۰۰ فیلم برتر سینمای جهان» مجلهٔ امپایر در سال ۲۰۱۰ رتبهٔ ۴۱ را کسب کرد و در نظرسنجی منتقدان مجلهٔ Sight & Sound در سال ۲۰۱۲، به‌عنوان برترین فیلم پویانمایی تمام ادوار انتخاب شد. این فیلم و شخصیت اصلی آن به نمادهای فرهنگی بدل شده‌اند و در فیلم‌های دیگر نیز چندین بار حضور افتخاری داشته‌اند. توتورو همچنین نماد استودیوی جیبلی است و یکی از محبوب‌ترین شخصیت‌های پویانمایی ژاپن به‌شمار می‌آید.

## شرح داستان
در ژاپن دههٔ ۱۹۵۰، پروفسور تاتسوئو کوساکابه و دو دخترش، ساتسوکی و می (به‌ترتیب حدود ده و چهار ساله)، به خانه‌ای قدیمی در نزدیکی بیمارستانی نقل مکان می‌کنند که مادر خانواده، یاسوکو، در آن به‌دلیل بیماری‌ای طولانی‌مدت بستری است. در این خانه ارواح کوچک، تیره‌رنگ و گردوغبارمانندی به نام سوسوواتاری زندگی می‌کنند که هنگام عبور از مکان‌های روشن به تاریک دیده می‌شوند. این سوسوواتاری‌ها به‌زودی خانه را ترک می‌کنند تا مکان خالی دیگری بیابند. می دو روح کوچک را دنبال می‌کند که او را به درون حفره‌ای در درخت بزرگ کافور هدایت می‌کنند. او در آن‌جا با روحی بزرگ‌تر آشنا می‌شود که با غرولندهایی خود را معرفی می‌کند و می آن را «توتورو» می‌نامد. می گمان می‌کند توتورو همان ترولی است که در کتاب مصور کودکی‌اش، «سه بز ناقلا» دیده بود. او روی بدن توتورو به خواب می‌رود اما زمانی‌که ساتسوکی پیدایش می‌کند، او را روی زمین می‌یابد. می هرچه تلاش می‌کند نمی‌تواند توتورو را به خانواده‌اش نشان دهد. تاتسوئو او را دلگرم می‌کند و می‌گوید توتورو هرگاه که بخواهد، خودش را نشان خواهد داد.
دخترها برای رسیدن پدرشان با اتوبوس منتظر می‌مانند اما اتوبوس دیر می‌رسد. می روی پشت ساتسوکی خوابش می‌برد و توتورو در کنار آن‌ها ظاهر می‌شود، و ساتسوکی برای نخستین بار او را می‌بیند. توتورو تنها یک برگ روی سرش دارد تا در برابر باران محافظت شود و ساتسوکی چترش را به او می‌دهد. توتورو خوشحال می‌شود و در عوض، دسته‌ای آجیل و دانه به او می‌دهد. سپس گربه‌ای غول‌آسا که شبیه اتوبوس گربه‌ای است از راه می‌رسد؛ توتورو سوار آن می‌شود و می‌رود. چند روز پس از کاشت دانه‌ها، دخترها نیمه‌شب از خواب بیدار می‌شوند و می‌بینند توتورو و دیگر ارواح جنگلی در حال رقص آیینی دور دانه‌های کاشته‌شده‌اند. آن‌ها به این رقص می‌پیوندند و دانه‌ها ناگهان به درختی عظیم تبدیل می‌شوند. توتورو دخترها را سوار فرفره پرنده جادویی‌اش می‌کند. صبح روز بعد، درخت ناپدید شده اما دانه‌ها جوانه زده‌اند.
دخترها متوجه می‌شوند دیدار برنامه‌ریزی‌شدهٔ مادرشان به‌دلیل وخامت حال او به تعویق افتاده است. می ناراحت می‌شود و با ساتسوکی مشاجره می‌کند. سپس برای بردن بلال تازه به بیمارستان راهی می‌شود، اما در مسیر گم می‌شود. ناپدیدشدن می باعث جست‌وجوی گستردهٔ ساتسوکی و همسایگان می‌شود و حتی گمان می‌برند که او مرده باشد. ساتسوکی در ناامیدی از توتورو کمک می‌خواهد. توتورو اتوبوس گربه‌ای را فرا می‌خواند و آن، ساتسوکی را به مکان می می‌برد؛ دو خواهر دوباره به‌هم می‌پیوندند. سپس اتوبوس آن‌ها را به بیمارستان می‌برد، جایی‌که درمی‌یابند مادرشان تنها به‌دلیل سرماخوردگی خفیف بستری شده و حالش رو به بهبود است. دخترها گوشهٔ پنجره یک بلال تازه می‌گذارند و پدر و مادرشان آن را می‌یابند.
در نهایت، مادرشان به خانه بازمی‌گردد و دخترها با کودکان دیگر بازی می‌کنند، در حالی‌که توتورو و دوستانش از دور نظاره‌گر آن‌ها هستند.

## مضامین
جان‌باوری از مضامین اصلی «همسایه‌ام توتورو» است؛ به‌گفتهٔ «اریکو اوگیهارا-شاک» توتورو ویژگی‌های جان‌باورانه دارد و چون در درختی کافور در یک زیارتگاه شینتو ــ با طناب آیینی شینتو ــ زندگی می‌کند، جایگاهی همانند کامی دارد و او را mori no nushi، یعنی «سرور جنگل»، می‌نامند. اوگیهارا-شاک می‌نویسد که پس از دیدار می با توتورو، پدرش او و ساتسوکی را به زیارتگاه می‌برد تا از توتورو تشکر کنند. این کار در سنت شینتویی پس از دیدار با یک کامی متداول است. به‌گفتهٔ «فیلیپ ای. وگنر»، این فیلم نمونه‌ای از تاریخ جایگزین است، چراکه فضای فیلم به‌گونه‌ای آرمان‌گونه تصویر شده است.